# Аксаринский район
Аксаринский район — административно-территориальная единица в составе Каркаралинского округа Казакской АССР, существовавшая в 1928—1929 годах.
Аксаринский район был образован 17 января 1928 года в составе Каркаралинского округа (утвержден ВЦИК 3 сентября того же года). В состав района вошли части территорий упразднённых Аксаринской, Берккаринской, Кзылтауской и Кентской волостей бывшего Каркаралинского уезда Семипалатинской губернии. Центром района было определено урочище Бес-Оба.
14 декабря 1929 года постановлением ЦИК Казакской АССР Аксаринский район был упразднён.